# Blaberus scutatus
Blaberus scutatus es una especie de insecto blatodeo de la familia Blaberidae. Comparte con el resto de sus congéneres Blaberus uno de los mayores tamaños entre las cucarachas.

## Distribución geográfica
Se la puede encontrar en Brasil y Perú.

## Sinónimos
- Blabera scutatus Saussure & Zehntner, 1894